# إدي روزاريو
إدي روزاريو (بالإنجليزية: Eddie Rosario) (و. 1991  م) هو لاعب كرة قاعدة، من الولايات المتحدة، يلعب كلاعب دفاع ‏.

## روابط خارجية
- إدي روزاريو على موقع دوري كرة القاعدة الرئيسي (الإنجليزية)
- إدي روزاريو على موقعبيزبول رفرنس.كوم (الدوري الرئيسي) (الإنجليزية)
- إدي روزاريو على موقعبيزبول رفرنس.كوم (الدوري الثانوي) (الإنجليزية)
- إدي روزاريو على موقع إي إس بي إن.كوم (أم.أل.بي) (الإنجليزية)
- إدي روزاريو على موقع مشجعي الرسوم البيانية (الإنجليزية)